# Ezaa
L'ezaa és una variant dialectal de la llengua izi-ezaa-ikwo-mgbo que parlada pels ezzes al sud-est de Nigèria a les LGAs d'Ezaa North, Ezaa South, Ishielu, Ohaukwu, Onicha i Ivo, a l'estat d'Ebonyi; a la LGA de Nkanu East, a l'estat d'Enugu i a la LGA d'Ado, a l'estat de Benue. L'ezaa és molt semblant a l'igbo i és considerada una llengua igbo. L'ezaa és una llengua desenvolupada; està estandarditzada i gaudeix d'un ús vigorós en totes les edats. S'ensenya a les escoles primàries i s'hi va traduir la Bíblia el 2005. S'escriu en alfabet llatí. El 95% dels 477.000 ezzes són cristians; d'aquests, el 75% són catòlics i el 25% protestants. El 5% dels ezaas restants creuen en religions tradicionals africanes.